# Представительство высокого комиссара
Представи́тельство высо́кого комисса́ра (англ. High Commission) — название посольства одной страны — члена Содружества в другой стране Содружества. Например, в Лондоне Австралию представляет не посол, а высокий комиссар (и аналогично в Канберре), и посольство Папуа — Новой Гвинеи в Австралии также является представительством высокого комиссара и т. д.
Этот порядок наименования объясняется тем, что послы традиционно назначаются главой государства, которого они формально представляют перед другим главой государства, а все страны — члены Содружества вначале имели общего главу государства в лице британского монарха, который не мог отправить посла к самому себе. Поэтому монарх предоставил право своему правительству назначить высокого комиссара к правительству каждой из других его территорий. Сейчас такое наименование сохранилось и в республиках Содружества, главой которых британский монарх не является.
Эта терминология была заимствована США для их подопечных тихоокеанских территорий.